# Antoni Kleszczycki
Antoni Kleszczycki (ur. 16 września 1906 w Trzebini, zm. 4 kwietnia 1974) – chemik, rektor SGGW.

## Życiorys
W latach 1926–1930 studiował na Wydziale Filozoficznym Uniwersytetu Jagiellońskiego. W 1932 uzyskał stopień doktora filozofii z zakresu chemii, po czym pracował w przemyśle. W 1949 został mianowany profesorem nadzwyczajnym, a w 1968 – profesorem zwyczajnym.
W 1945 podjął pracę w Poznaniu, a w 1946 przeniósł się do Warszawy. Od 1949 do 1955 i od 1962 do 1969 był rektorem SGGW. Od 1949 do 1969 kierował Katedrą Chemii Ogólnej, a w 1970 został dyrektorem Instytutu Podstaw Chemii. 
Był przewodniczącym Rady Głównej przy Ministrze Szkolnictwa Wyższego oraz członkiem Komitetu ds. Rolnictwa przy KC PZPR.

## Ordery i odznaczenia
- Order Sztandaru Pracy II klasy (22 lipca 1951)[2]
- Złoty Krzyż Zasługi (14 października 1947)[3]
- Srebrny Krzyż Zasługi (18 lipca 1946)[4]
- Medal 10-lecia Polski Ludowej (19 stycznia 1955)[5]